# Henri Vroom
Hendrik Joseph Vroom (Bussum, 6 augustus 1917 - 's-Hertogenbosch, 5 mei 1943), zakenman, was een Nederlands verzetsstrijder tijdens de Tweede Wereldoorlog.
Henri Vroom was een telg van de Vroom & Dreesmann-familie.
Halverwege 1942 werd hij wegens verzetswerkzaamheden gearresteerd. Vroom kwam terecht in het Oranjehotel. Na zijn verblijf in de Scheveningse gevangenis werd hij via kamp Haaren overgebracht naar kamp Vught. Hij overleed op 5 mei 1943 in het ziekenhuis in 's-Hertogenbosch.
Vroom ligt begraven op de Oude Rooms-Katholieke Begraafplaats Bussum in het familiegraf van de familie Vroom.
Postuum werd hem het Verzetsherdenkingskruis toegekend.